# Polyscias tafondroensis
Polyscias tafondroensis là một loài thực vật có hoa trong Họ Cuồng cuồng. Loài này được (Drake) R.Vig. miêu tả khoa học đầu tiên năm 1905.